# Зоряні королі
«Зоряні королі» (англ. The Star Kings) — фантастичний роман Едмонда Гамільтона, один з найперших представників жанру космічної опери. Вперше був опублікований у вересні 1947 в журналі «Amazing Stories», а в 1949 як окрема книга.
Оповідає про пригоди чоловіка Джона Гордона, з яким принц із далекого майбутнього Зарт Арн обмінюється свідомостями. Гордон в тілі принца опиняється в центрі змови, де йому належить захистити космічну імперію від ворогів.

## Сюжет
Пересічний клерк страхової компанії Джон Гордон, колишній пілот бомбардувальника під час Другої Світової війни, живе розміреним мирним життям. Якось уночі він чує голос, який запевняє Гордона, що це не галюцинація. Власник голосу, принц Середньогалактичної імперії Зарт Арн, звертається до нього з далекого майбутнього з пропозицією обмінятися свідомостями. Зарт Арн хоче дослідити минулу для нього епоху, живучи в тілі клерка, а Джон у тілі принца зможе побачити чудеса прийдешнього. Вони домовляються помінятися місцями на кілька тижнів. Гордон отямлюється в тілі принца за 200000 років у майбутньому.
Гордона зустрічає помічник Зарт Арна і конструктор машини для обміну свідомостями на ім'я Вель Квен. Той розповідає, що принц вже багато разів обмінювався з жителями минулих епох. Машина розміщена на Землі в Гімалях, далеко від будь-яких загроз, тож Джону нічого не загрожує і невдовзі він повернеться додому. Квен коротко пояснює, що людство давно розселилося галактикою, яка поділена між багатьма державами. Найбільша з них — Середньогалактична імперія, котрій протистоїть Ліга Хмари. Несподівано до цитаделі принца прилітає космічний корабель Ліги. Ворожі солдати вбивають Квена і ледве не схоплюють Гордона, але на допомогу прибувають солдати імперського капітана Гелла Беррела. Він силою забирає Джона до столиці, на планету Троон, не знаючи, що перед ним не справжній Зарт Арн. Гордон не наважується розповісти правду.
Імператор Арн Аббс вимагає від принца покинути дослідження і взятися за оборону імперії від Ліги Хмари, що готує напад. Єдине, що зупиняє Лігу від відкритої війни — це зброя «Руйнівник». Крім того готується шлюб між принцом і принцесою Фомальгаута Ліанною. Обоє закохуються одне в одного, хоча Гордон побоюється, що зруйнує життя справжнього Зарта Арна, котрий кохає дівчину Мерн. Вороги підсилають шпигуна зі сфабрикованими записами про зраду Зарт Арна на користь Ліги Хмари. Принца підставляють, звинувачуючи в замаху на батька та беруть під варту. Командир зорельота Терн Ельдрел влаштовує втечу Джона з Ліанною, але сам виявляється зрадником. Він спрямовує корабель до Чорної Хмари, в якій перебувають планети Ліги. В цей час Арн Аббса вбивають, все виглядає так, наче його убив власний син та втік.
Джона приводять до лідера Ліги, Шарр Кана, котрий пропонує приєднатися до нього добровільно. Він замислив ослабити імперію, заславши на її вищі чини своїх людей, а потім схилити на свій бік Зарт Арна та правити від його імені. Але насправді Шарр Кану передусім потрібна таємниця керування «Руйнівником». Коли Гордон каже, що він не Зарт, Шорр Кан не вірить. Він намагається вивідати таємницю «думкоскопом», що однак загрожує перетворити принца на божевільного. Втім, сканування швидко показує, що він справді не принц. Шарр Кан тільки радий цьому, адже принц не має підстав служити імперії. Джон вдає нібито згідний співпрацювати.
Його з Ліанною садять на невидимий корабель, але принц і принцеса здійснюють диверсію. Внаслідок цього судно виявляє і підбиває імперський патруль, воно падає на занедбаній планеті. Гордон посилає сигнал, за яким прибуває підмога, коли місце падіння оточують тамтешні дикуни. Однак рятівником виявляється адмірал-зрадник Чен Корбуло, котрий наполягає на негайній страті принца, інакше той викриє ворожих агентів при владі. Підбуривши екіпаж корабля на заколот, що закінчився вбивством зрадника, Гордон вимагає доставити його на Канопус. Він постає перед братом Зарт Арна, Джалем Арном, і доводить неправдивість звинувачень. Однак Джала тяжко ранить агент Хмари, Орт Бодмер.
Шарр Кан негайно нападає на імперію, адже Джон не може запустити «Руйнівник». Правитель Ліги оголошує, що принц самозванець. Союзники Імперії, численні зоряні барони і маркізи, готові здатися, якщо тільки принц не доведе, що він справді син імператора. Джон вирішує врятувати імперію. Від Джала він отримує коротку інструкцію із запуску «Руйнівника», схованого на Канопусі. Демонстрація запуску зброї переконує союзників виступити проти Ліги Хмари на його боці.
Флоти Імперії та її союзників зазнають великих втрат, але Гордону вдається скористатися «Руйнівником». Зброя знищує сам простір, більша частина флоту Хмари гине. Хоча на Гордона чекають почесті, він наказує летіти до Землі. Там він зв'язується зі справжнім Зарт Арном, доти покладеним в XX столітті у лікарню з підозрою на амнезію, позаяк викрилося, що він не знає багато про ту епоху.
Опинившись у своєму тілі в XX столітті Джон сумнівається чи були його пригоди в майбутньому насправді. Лікарі вважають, наче він вилікувався від амнезії, скоро Джон повертається до колишньої роботи клерком. Його зустрічає жінка Рут Аллен, яка виявляється принцесою Ліанною, що вирушила за Джоном у минуле.

## Вплив
Роман «Зоряні королі» не здобув особливої популярності на батьківщині Едмонда Гамільтона, в США, проте став популярним в СРСР у часи Перебудови. У першому радянському збірнику творів Гамільтона «Зоряних королів» уже було описано як «класичний зразок авантюрної фантастики». Проте згадки про роман в радянській пресі відомі задовго до того як приклад «буржуазної» літератури. Так, Аркадій Стругацький в 1969 році критикував цей твір за ігнорування науковості, необґрунтовані повороти сюжету, але при цьому називав «Зоряних королів» захопливою класикою жанру.
Вважається, що роман «Туманність Андромеди» Івана Єфремова було створено як «радянську відповідь» твору Гамільтона.